# Arctoidea
Arctoidea – infrarząd ssaków z podrzędu psokształtnych (Caniformia) w obrębie rzędu drapieżnych (Carnivora).

## Podział systematyczny
Do infrarzędu zaliczane są następujące występujące współcześnie parworzędy i rodziny:
- Infrarząd: Arctoidea W.H. Flower, 1869
  - Parworząd: Ursida Tedford, 1976

  - Rodzina: Ursidae G. Fischer, 1817 – niedźwiedziowate

  - Parworząd: Pinnipedia Illiger, 1811  – płetwonogie

  - Rodzina: Otariidae J.E. Gray, 1825 – uchatkowate
  - Rodzina: Odobenidae J.A. Allen, 1880 – morsowate
  - Rodzina: Phocidae J.E. Gray, 1821 – fokowate

  - Parworząd: Mustelida Tedford, 1976 – łasicokształtne

  - Rodzina: Ailuridae J.E. Gray, 1843 – pandkowate
  - Rodzina: Mephitidae Bonaparte, 1845 – skunksowate
  - Rodzina: Mustelidae G. Fischer, 1817 – łasicowate
  - Rodzina: Procyonidae J.E. Gray, 1825 – szopowate

Taksony wymarłe nie sklasyfikowane w żadnej z powyższych nadrodzin:
- Amphicyonidae Haeckel, 1866 – amficjony
- Amphicticeps Matthew & Granger, 1924[6]
- Lonchocyon Zhang Xinyue, Bai Bin & Wang Yuanqing, 2023[7] – jedynym przedstawicielem był Lonchocyon qiui Zhang Xinyue, Bai Bin & Wang Yuanqing, 2023